# 马来西亚伊斯兰国争议
马来西亚伊斯兰国争议的历史可追溯到马来亚联合邦于1957年从大英帝国独立和马来西亚于1963年成立的时期，主要是在争论马来西亚是世俗国还是伊斯兰国（回教国）。

## 争论内容
广义上，世俗国是世俗主义的概念。世俗国家在宗教事务上持中立态度，既不支持宗教也不支持非宗教。世俗国家也视信奉不同宗教的人为平等的个体，不会偏袒或歧视信奉个别宗教的人，保障宗教自由及言论自由。此外，世俗国家应不设国教，其政治和政府也不应受宗教所影响，即政教分离。
伊斯兰国（回教国）政府的首要基础是伊斯兰法，承认伊斯兰法的法律效力，并将伊斯兰教设为国教，实行政教合一或神权政治。

### 支持世俗国论
马来西亚是世俗国的观点普遍上得到马来西亚非土著族群的认同，同时也是许多多元种族政党所支持的立场。
拥有马来西亚国父之称的第一任首相东姑阿都拉曼曾在国阵于1983年2月8日为他举办的80岁生日庆典上指出，马来西亚不应该成为一个伊斯兰国（回教国），因为马来亚联合邦在建国时是世俗国，而伊斯兰教则是宪法规定的官方宗教。东姑阿都拉曼也强调宗教法和道德法不应当被引入，因为马来西亚拥有多元种族及不同信仰，因此马来西亚必须坚持作为一个以伊斯兰教为官方宗教的世俗国。

### 支持伊斯兰国论
2001年，时任马来西亚首相马哈迪·莫哈末在国阵成员党民政党大会上，宣布马来西亚是一个伊斯兰国（回教国）。
2007年7月17日，时任马来西亚副首相纳吉·阿都拉萨曾代表时任首相阿都拉·巴达威，为「回教国在全球化世界中的角色」国际大会开幕礼后，告诉记者说马来西亚从来都不是世俗国，这是因为西方国家对世俗国的定义与我国治理一个国家的伊斯兰教原则完全不同。然而，他也表示巫统的伊斯兰国（回教国）概念与伊斯兰党的伊斯兰国（回教国）概念有所不同。此外，纳吉也曾公开宣称马来西亚是「一个拥有本身特征的回教国」。

### 宪法立场
《马来西亚联邦宪法》第3(1)条文阐明伊斯兰教是马来西亚的联邦官方宗教，但其同时保障人民的宗教信仰自由的权利。而宪法本身并没有明文规定马来西亚是个「伊斯兰国」（回教国）还是「世俗国」。
|                                  | 伊斯兰教是联邦的宗教。但其他宗教都可以在联邦内任何一个地方和平与和谐地实行。 （英文原文：Islam is the religion of the Federation; but other religions may be practised in peace and harmony in any part of the Federation.） |
| ——《马来西亚联邦宪法》第3(1)条文 | |

## 历史背景

### 伊斯兰教传入马来半岛
阿拉伯商人于7世纪初把伊斯兰教传入马来群岛、中印半島和中国。在此之前居住在马来半岛上的人们通常是信仰印度教或佛教。柬埔寨的占族皈依伊斯兰教，其来源可追查到伊斯兰教的先知穆罕默德的同伴哲赫什。公元674年，阿拉伯人将回教传入苏门答腊沿海地区。
印度伊斯兰教徒商人也在12世纪将伊斯兰教传入马来半岛。近期改信伊斯兰教的印度商人的传教，使吉打国王苏丹慕查法沙一世成为首个皈依伊斯兰教并建立苏丹王朝的马来统治者，这时据说是伊斯兰教首次立足马来半岛。13世纪，马六甲苏丹王朝第二任统治者“依斯干达沙”（Iskandar Shah）迎娶巴塞公主后改信伊斯兰教，开启马来半岛伊斯兰化的先声。

### 英殖民时期
英国的势力在1785年开始进入马来半岛，而在这时候马来半岛绝大部分居民是穆斯林。殖民者为了满足经济的需要，大量引入华人和印度人的劳动者，以满足在马来半岛和婆罗洲所产生的殖民地经济需求，此举间接造就了马来半岛上出现多元宗教的现象。
18世纪马来亚对欧洲的经济重要性快速成长，尤其英国与中国之间的茶贸易，增加对马来亚的高质量的锡的需求，锡用在茶叶箱的内衬，具防潮作用。马来亚的胡椒在欧洲也享有盛誉，而且在吉兰丹和彭亨有金矿。锡矿和金矿及其附属工业的发展，导致第一批外来移民涌入马来人的世界，一开始是阿拉伯人和印度人，后来则是华人。华人定居在城镇并很快掌控经济活动。这建立往后200年马来亚社会的典型模式：乡居的马来人逐渐受到富裕的城镇移民社群所控制，就连马来统治者也无法抵挡这些城镇移民的力量。
1942年至1945年日本占领这个地区，给英国在东亚的势力与以致命打击。虽然日本占领的时期相当短，但是它激起英属马来亚和其它地区的反殖民民族主义。马来人民族主义又激起华人的反对。华人惧怕马来人和伊斯兰教的支配地位，许多华人因此参加马来亚共产党。在英国军方的强烈镇压，以及马来人和华人政治领袖的协商退让下，共产党暴动被扑灭。

### 制宪
1956年3月，英属马来亚联合邦政府成立了一个里德委员会负责制定《马来亚联合邦宪法》，以实现完全自治和独立的马来亚联合邦。为此，伊丽莎白二世女王和马来统治者们任命了五名委员会成员。该委员会由来自英联邦成员国的宪法专家组成，并由杰出的英国政治家詹姆士·里德勋爵领导。该委员会原本包括一名来自加拿大的代表，但由于其健康原因而未能出席该委员会的会议。
《马来亚联合邦宪法》草案原本并未明文规定该国的官方宗教，当时马来西亚九位州王一致认为，伊斯兰教足以成为各州的官方宗教。里德委员会草拟联邦宪法的巴基斯坦籍法官阿都哈密（Abdul Hamid）坚决支持使伊斯兰教作为国教，因而使伊斯兰教成为马来西亚的联邦官方宗教。
1957年8月31日，马来亚联合邦从大英帝国独立。1963年9月16日，马来亚联合邦、沙巴、砂拉越和新加坡合并共组马来西亚，《马来亚联合邦宪法》因而被修订和更名为《马来西亚联邦宪法》，其中伊斯兰教作为联邦官方宗教的条文也被保留了下来。

## 历任首相的立场
| 任序 | 首相                                        | 肖像 | 任期                           | 所属政党                         | 立场                                                                                   |
| ---- | ------------------------------------------- | ---- | ------------------------------ | -------------------------------- | -------------------------------------------------------------------------------------- |
| 1    | 东姑阿都拉曼 Tunku Abdul Rahman             |      | 1957年8月31日 - 1970年9月22日  | 联盟（ 巫统）                    | 马来西亚是以伊斯兰教为官方宗教的世俗国                                                 |
| 2    | 敦阿都拉萨 Abdul Razak bin Hussein          |      | 1970年9月22日 - 1976年1月14日  | 联盟（巫统） · 國民陣線（ 巫统） | 马来西亚是以伊斯兰教为官方宗教的世俗国                                                 |
| 3    | 胡先翁 Hussein bin Onn                      |      | 1976年1月15日 - 1981年7月16日  | 國民陣線（ 巫统）                | 马来西亚是以伊斯兰教为官方宗教的世俗国                                                 |
| 4    | 马哈迪·莫哈末 Mahathir bin Mohamad          |      | 1981年7月16日 - 2003年10月31日 | 國民陣線（ 巫统）                | 马来西亚是伊斯兰国（回教国）                                                           |
| 5    | 阿都拉·巴达威 Abdullah bin Ahmad Badawi     |      | 2003年10月31日 - 2009年4月3日  | 國民陣線（ 巫统）                | 马来西亚是伊斯兰国（回教国）                                                           |
| 6    | 纳吉·阿都拉萨 Mohamad Najib bin Abdul Razak |      | 2009年4月3日 - 2018年5月10日   | 國民陣線（ 巫统）                | 马来西亚是伊斯兰国（回教国）                                                           |
| 7    | 马哈迪·莫哈末 Mahathir bin Mohamad          |      | 2018年5月10日 - 2020年3月1日   | 希望聯盟（ 土团党）              | 第二次任相期间无正式表态                                                               |
| 8    | 慕尤丁·雅欣 Muhyiddin bin Yassin            |      | 2020年3月1日 - 2021年8月21日   | 国民联盟（ 土团党）              | 无正式表态                                                                             |
| 9    | 伊斯迈沙比里 Ismail Sabri bin Yaakob        |      | 2021年8月21日 - 2022年11月24日 | 國民陣線（ 巫统）                | 无正式表态                                                                             |
| 10   | 安华·依布拉欣 Anwar bin Ibrahim             |      | 2022年11月24日 - 至今          | 希望聯盟（ 公正党）              | 马来西亚是以伊斯兰教为官方宗教的世俗国，但政治与宗教无法切割也绝对不会落实伊斯兰刑事法 |